# Edegem

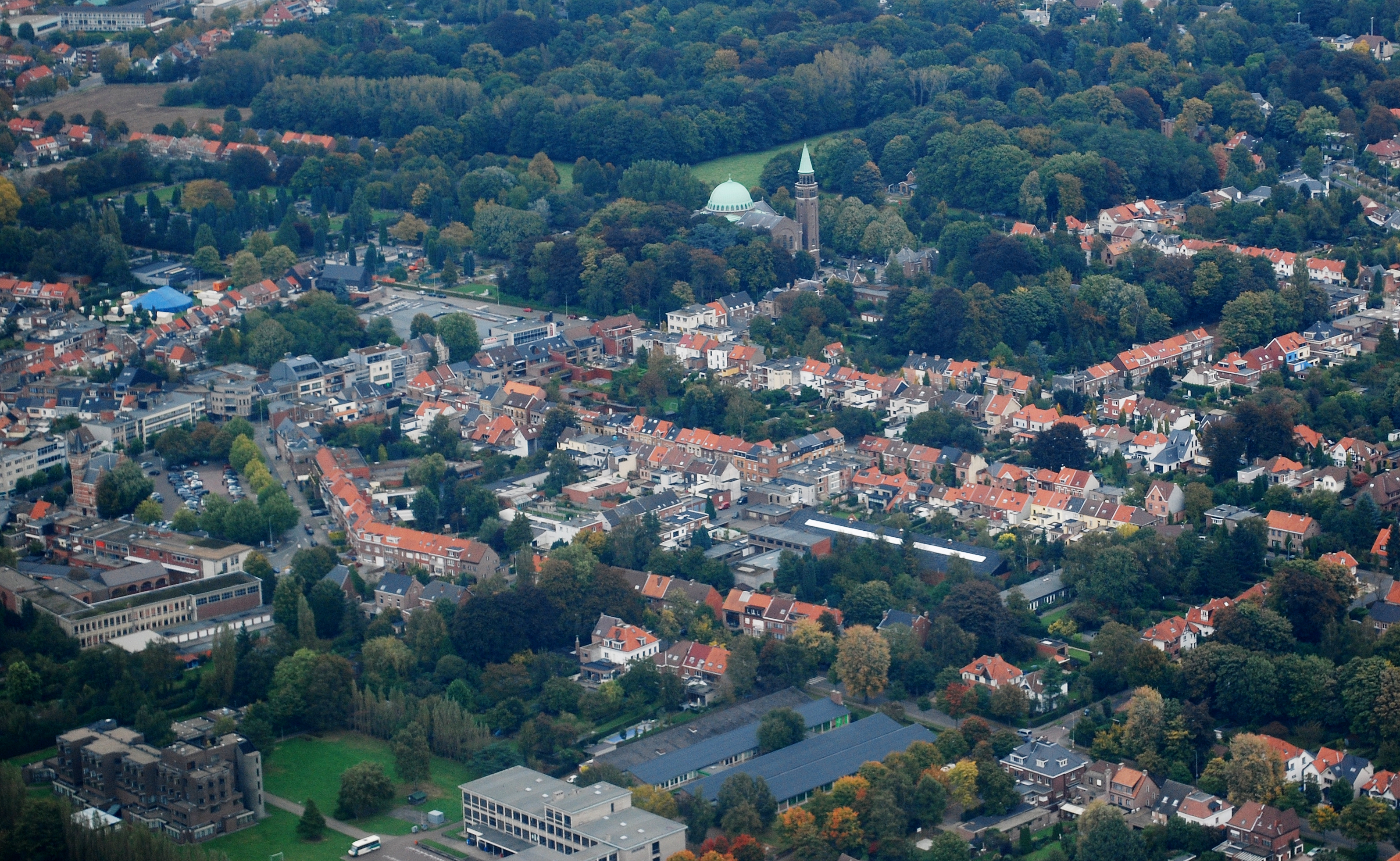
Luchtopname van Edegem-centrum

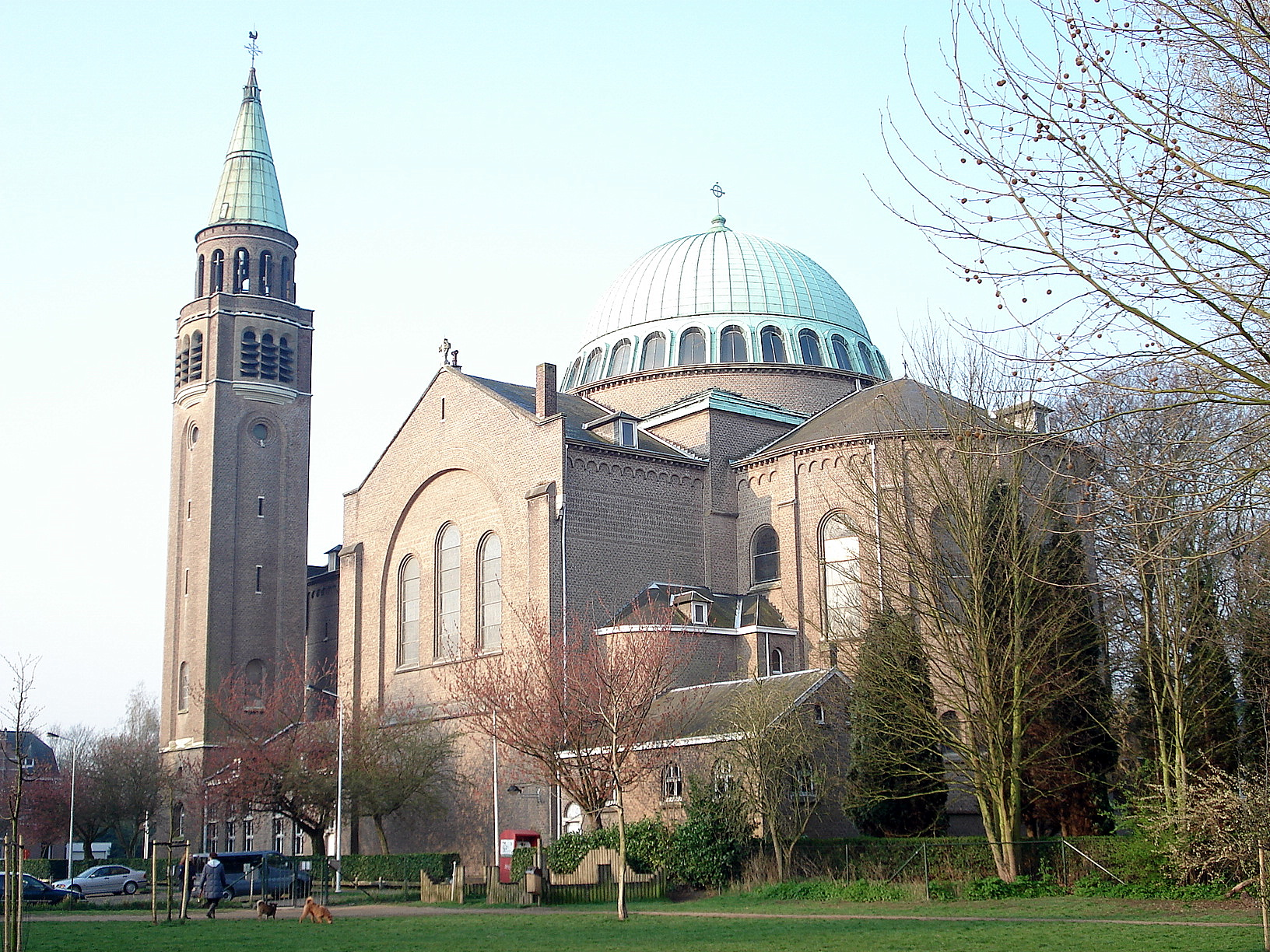
Neo-byzantijnse Onze-Lieve-Vrouw-van-Lourdesbasiliek (1933)

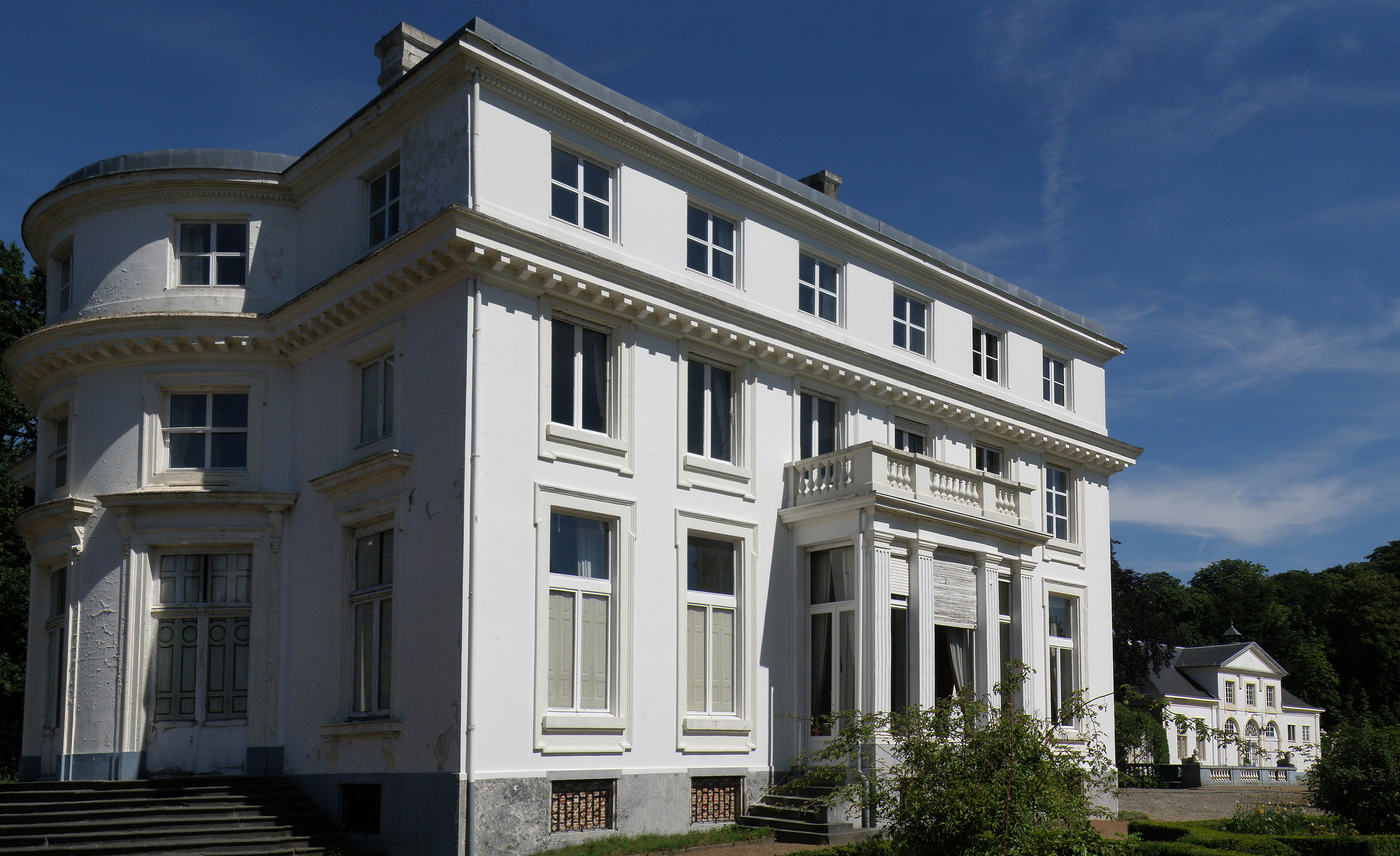
Hof ter Linden.

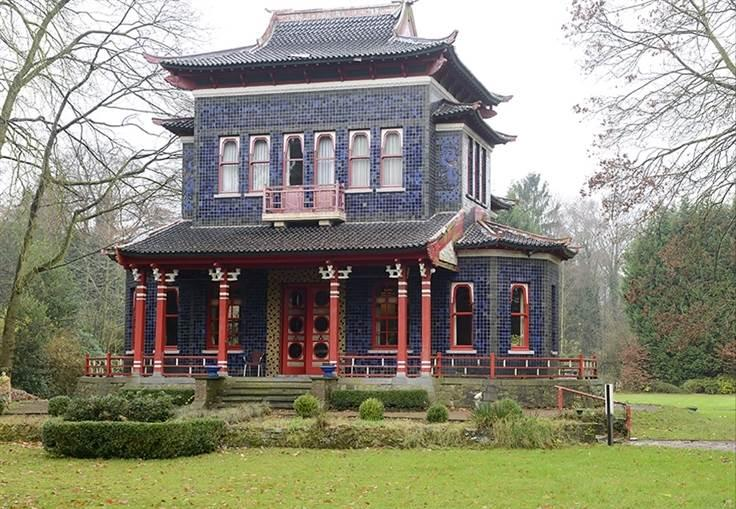
Japanse villa in de Boniverlei

Edegem is een plaats en gemeente in de Belgische provincie Antwerpen. De gemeente telt net 23.000 inwoners. Edegem behoort tot het kieskanton en het gerechtelijk kanton Kontich.

## Geschiedenis

### Middeleeuwen
In 1173 werd Edegem onder zijn oude benaming Buyseghem voor het eerst in een oorkonde vermeld. De oorkonde in kwestie regelt de overdracht van het Buizegemkerkje aan een nieuwe kerkheer. De bisschop van Kamerijk, tot wiens bisdom het Edegemse gebied behoorde, schonk namelijk de Sint-Gorikskerk van "Buyseghem" aan zijn kapittel. Dit kapittel verkreeg daardoor het recht om onder de vorm van "tienden" belasting te innen, maar moest dan wel instaan voor het onderhoud van de kerk en de benoeming van de pastoor. Zo stapte de parochie Buizegem en daarmee ook Edegem officieel de geschiedenis in.
Door allerlei omstandigheden werd het kerkje circa 1300 voor de eredienst opgegeven en werd op het gehucht Edegem (destijds Adingaheem) een nieuwe levenskrachtige kerk als parochiecentrum geboren. Terwijl er op Buizegem slechts een in puin vallend kerkje en een oud kerkhof overbleven, werd rondom de nieuwe Edegemse Sint-Antoniuskerk een dorpscentrum uitgebouwd. In de latere middeleeuwen kende het nieuwe dorpscentrum Edegem een aangroei.
Van 1387 af was het dorp onderworpen aan de heer van Cantecroy te Mortsel. Van dat Mortselse kasteel uit zouden de ambtenaren worden aangesteld, onder wie de schout of drossaard wel de voornaamste was. Deze schout of drossaard was het hoofd van het burgerlijk en gerechtelijk bestuur. Samen met de schepenen en de secretaris-griffier vormde hij de schepenbank, ook "de wet" genoemd. De schepenbank had naast een administratieve ook een rechterlijke functie.
Tussen 1500 en 1830 kreeg Edegem, zoals trouwens zoveel dorpen uit het Antwerpse, af te rekenen met periodes van afwisselend oorlog en vrede. Nadat in 1566 de beeldenstorm in de kerk verwoestingen had aangericht, volgden de gebeurtenissen van de godsdienstoorlogen en de strijd tussen Noord en Zuid elkaar onophoudelijk op. In 1585, toen de Spanjaarden Antwerpen belegerden en hun troepen de Scheldestad vanuit het openliggende platteland naderden, werd de dorpskerk in brand gestoken, maar gelukkig ook door de nog ter plaatse gebleven inwoners geblust. Het is de tijd van de verbrande steden, de wolvenplaag en de angstzaaiende pest.

### Ancien régime
Omstreeks de eeuwwisseling 1600 stonden er van de 85 huizen een 38-tal leeg. En nadat het Twaalfjarig Bestand van 1609 tot 1621 enige verademing had gebracht, sloeg de Retorsie in alle heftigheid toe in de jaren 1632-1642, toen geestelijken en leden van het dorpsbestuur als vogelvrijverklaarden waren en hun leven voortdurend bedreigd was. Met de Vrede van Münster kwam er weer enige rust, wat weerspiegeld werd door de herstellingen aan het kerkgebouw en de geleidelijke verfraaiing van het kerkinterieur.
Het einde van de 17de eeuw werd gekenmerkt door de oorlogen van Lodewijk XIV, terwijl Edegem, juist zoals alle andere dorpen, in 1797 te maken kreeg met de Beloken Tijd, toen alle bedehuizen moesten gesloten worden.
De 19de eeuw bracht weinig verandering in het stille dorp. Edegem bleef wat het altijd geweest was, een landbouwdorp, waarvan de goede grond werd geprezen. In 1830 kwam het wel tot vrij heftige artilleriegevechten op het Molenveld, tussen Belgische vrijwilligers en Hollandse troepen.

### Moderne Tijd
Sedert de eeuwwisseling, maar meer nog sedert de Tweede Wereldoorlog, werd Edegem het grote inwijkingsoord en groeide meer en meer uit tot een villadorp. Tussen 1925 en 1930 kwamen de Elsdonkwijk en een aantal landelijke leien of lanen in de richting van Kontich tot stand. Later voltrok zich de grootste metamorfose, door de verkavelingen Molenveld en Buizegem, die een nieuwe stroom inwijkelingen naar Edegem bracht. De niet eens 1.000 inwoners die de gemeente in 1831 telde, waren in 1930 aangegroeid tot bijna 7.000 inwoners en in 1972 werd de 20.000ste inwoner ingeschreven. Het bevolkingsaantal kende in 1981 de piek van 23.802 inwoners.

## Geografie

### Kernen
Naast de centrale dorpskern onderscheiden zich onder meer Buizegem, Molenveld en Elsdonk. De wijken Centrum-Noord, Centrum-Zuid, Buizegem, Elsdonk en Molenveld tellen ongeveer evenveel inwoners (4000-4500). De Collegewijk en de wijk Oude Elsdonk zijn kleiner met respectievelijk ongeveer 1500 en ongeveer 800 inwoners.

### Aangrenzende gemeenten
| Aangrenzende gemeenten | Aangrenzende gemeenten | Aangrenzende gemeenten | Aangrenzende gemeenten | Aangrenzende gemeenten |
| ---------------------- | ---------------------- | ---------------------- | ---------------------- | ---------------------- |
| Antwerpen              |                        |                        |                        | Mortsel                |
|                        |                        |                        |                        |                        |
|                        | Hove                   |                        |                        |                        |
|                        |                        |                        |                        |                        |
| Aartselaar             |                        | Kontich                |                        |                        |

## Bezienswaardigheden
- Grot en basiliek: De oprichting van de grot Onze-Lieve-Vrouw-van-Lourdes in het centrum in 1884, naar model van de grot in Lourdes, gaf aan Edegem naambekendheid bij menig bedevaarder en ligt er aan de basis van dat Edegem vaak als "grotgemeente" betiteld wordt. Niet ver van de grot staat de monumentale neo-Byzantijnse Onze-Lieve-Vrouw-van-Lourdesbasiliek uit 1933.
- Het Hof ter Linden met kasteeldomein, de dubbele dreef met zomerlindes en een oude kruishaag van beuk
- Het Kasteel Mussenborg heeft tot ver buiten Edegem bekendheid verworven. Wijlen Marie Gevers, schrijfster en residente van Mussenburg, evoceerde in haar werk de figuur van de rover Guldentop. Deze zou zich in de woelige Franse tijd op Mussenburg hebben schuilgehouden, maar werd door de Fransen aangehouden en te Antwerpen onthoofd. Zijn op Mussenburg verborgen schat, zo wil het de sage en het werk van Marie Gevers, komt hij in donkere nachten nog steeds bezoeken.
- Het Kasteel Arendsnest
- De Sint-Antoniuskerk
- De Heilige-Familiekerk
- De Onze-Lieve-Vrouw Troost in Noodkapel
- Villa 'Berkenhof' met een beeldbepalende rode beuk.
- Burgerhuis 'Het Zwaluwnest'. Aan de straatzijde staat een monumentale tamme kastanje.
- Pastorie 'Hof ter Elst' met pastorietuin en opgaande bomen.
- Diverse villa's en landhuizen in uiteenlopende bouwstijlen

## Natuur en landschap
Edegem heeft een hoogte van 9-22 meter en is gelegen tussen de Edegemsebeek en de Kleine Struisbeek. Edegem maakt onderdeel uit van de Antwerpse agglomeratie en is sterk verstedelijkt. 
Groengebieden zijn: Park-Centrum, het Meihof en de recreatiegebieden Romeinse Put en Fort 5. Daarnaast zijn er de domeinen van Kasteel Arendsnest bij de grens met Kontich, Kasteel Mussenborg aan de grens met Hove, de Hazeschrans bij de grens met Kontich en Wilrijk, het eigenlijke dorpskasteel Hof ter Linden, en Hof ter Elst.

### Waterlopen
De Edegemsebeek scheidt Edegem van Kontich; de Struisbeek (in hedendaagse bronnen: Kleine Struisbeek) loopt tussen Edegem en Wilrijk. Volgens de website van de gemeente (2015) voldoen ze geen van beiden aan de basiskwaliteitsnormen voor oppervlaktewater.

## Demografie

### Demografische ontwikkeling
- Bronnen:NIS, Opm:1806 tot en met 1981=volkstellingen; 1990 en later= inwonertal op 1 januari

| Inwoners van jaar tot jaar op 1 januari 1992 tot heden | Inwoners van jaar tot jaar op 1 januari 1992 tot heden | Inwoners van jaar tot jaar op 1 januari 1992 tot heden |
| jaar                                                   | Aantal                                                 | Evolutie: 1992=index 100                               |
| ------------------------------------------------------ | ------------------------------------------------------ | ------------------------------------------------------ |
| 1992                                                   | 23.159                                                 | 100,0                                                  |
| 1993                                                   | 23.128                                                 | 99,9                                                   |
| 1994                                                   | 23.038                                                 | 99,5                                                   |
| 1995                                                   | 22.932                                                 | 99,0                                                   |
| 1996                                                   | 22.800                                                 | 98,4                                                   |
| 1997                                                   | 22.675                                                 | 97,9                                                   |
| 1998                                                   | 22.484                                                 | 97,1                                                   |
| 1999                                                   | 22.333                                                 | 96,4                                                   |
| 2000                                                   | 22.253                                                 | 96,1                                                   |
| 2001                                                   | 22.188                                                 | 95,8                                                   |
| 2002                                                   | 22.024                                                 | 95,1                                                   |
| 2003                                                   | 21.964                                                 | 94,8                                                   |
| 2004                                                   | 21.912                                                 | 94,6                                                   |
| 2005                                                   | 21.866                                                 | 94,4                                                   |
| 2006                                                   | 21.668                                                 | 93,6                                                   |
| 2007                                                   | 21.616                                                 | 93,3                                                   |
| 2008                                                   | 21.381                                                 | 92,3                                                   |
| 2009                                                   | 21.222                                                 | 91,6                                                   |
| 2010                                                   | 21.171                                                 | 91,4                                                   |
| 2011                                                   | 21.103                                                 | 91,1                                                   |
| 2012                                                   | 21.064                                                 | 91,0                                                   |
| 2013                                                   | 21.159                                                 | 91,4                                                   |
| 2014                                                   | 21.251                                                 | 91,8                                                   |
| 2015                                                   | 21.291                                                 | 91,9                                                   |
| 2016                                                   | 21.578                                                 | 93,2                                                   |
| 2017                                                   | 21.835                                                 | 94,3                                                   |
| 2018                                                   | 21.947                                                 | 94,8                                                   |
| 2019                                                   | 22.063                                                 | 95,3                                                   |
| 2020                                                   | 22.261                                                 | 96,1                                                   |
| 2021                                                   | 22.244                                                 | 96,0                                                   |
| 2022                                                   | 22.386                                                 | 96,7                                                   |
| 2023                                                   | 22.761                                                 | 98,3                                                   |
| 2024                                                   | 23.009                                                 | 99,4                                                   |
| 2025                                                   | 23.502                                                 | 101,5                                                  |

## Politiek

### Structuur
De gemeente Edegem ligt in het kieskanton Kontich, het provinciedistrict Boom, het kiesarrondissement Antwerpen en ten slotte de kieskring Antwerpen.
| Edegem           | Edegem           | Supranationaal         | Nationaal                         | Nationaal           | Gemeenschap         | Gewest              | Provincie           | Arrondissement  | Provinciedistrict | Kanton          | Gemeente        |
| ---------------- | ---------------- | ---------------------- | --------------------------------- | ------------------- | ------------------- | ------------------- | ------------------- | --------------- | ----------------- | --------------- | --------------- |
| Administratief   | Niveau           | Europese Unie          | België                            | België              | Vlaanderen          | Vlaanderen          | Antwerpen           | Antwerpen       | Antwerpen         | Antwerpen       | Edegem          |
| Administratief   | Bestuur          | Europese Commissie     | Belgische regering                | Belgische regering  | Vlaamse regering    | Vlaamse regering    | Deputatie           | Deputatie       | Deputatie         | Deputatie       | Gemeentebestuur |
| Administratief   | Raad             | Europees Parlement     | Kamer van volksvertegenwoordigers | Vlaams Parlement    | Vlaams Parlement    | Vlaams Parlement    | Provincieraad       | Provincieraad   | Provincieraad     | Provincieraad   | Gemeenteraad    |
| Kiesomschrijving | Kiesomschrijving | Nederlands Kiescollege | Kieskring Antwerpen               | Kieskring Antwerpen | Kieskring Antwerpen | Kieskring Antwerpen | Kieskring Antwerpen | Antwerpen       | Boom              | Kontich         | Edegem          |
| Verkiezing       | Verkiezing       | Europese               | Federale                          | Federale            | Vlaamse             | Vlaamse             | Provincieraads-     | Provincieraads- | Provincieraads-   | Provincieraads- | Gemeenteraads-  |

### College van burgemeester en schepenen

#### Legislatuur 2024-2030
Burgemeester is Koen Metsu (N-VA). Schepenen zijn : 
- Koen Michiels (N-VA), 1ste schepen bevoegd voor onderwijs en buitenschoolse kinderopvang, sport, kunst en cultuur en toerisme, erfgoed en streekvereniging Zuidrand
- Andries Tjalma (CD&V), 2de schepen bevoegd voor jeugd, mobiliteit, organisatieontwikkeling en -beheersing en intercommunales
- Lawrence Vancraeyenest (N-VA), 3de schepen bevoegd voor evenementen, patrimonium, ICT, digitalisering en innovatie, energie en klimaat, duurzame ontwikkeling, facilitair beheer en juridische zaken
- Albert Follens (N-VA), 4de schepen bevoegd voor financiën, afvalbeleid, burgerzaken en omgeving
- Yves Coquilhat (N-VA), 5de schepen bevoegd voor publiek domein, natuur, wijkwerking, ondernemen en kind en gezin
- Brigitte Vermeulen-Goris (N-VA), voorzitter BCSD en schepen bevoegd voor lokaal sociaal beleid, gelijke kansen, wonen, personeelsbeleid en voorzitter van het Woonzorgnetwerk Edegem

#### Legislatuur 2019-2024
Burgemeester was Koen Metsu (N-VA). Schepenen waren :
- Koen Michiels (N-VA), 1ste schepen bevoegd voor onderwijs, sport, kunst en cultuur en buitenschoolse kinderopvang.
- Philippe Muyters (N-VA), 2de schepen bevoegd voor mobiliteit, openbaar domein, natuur en voorzitter van de gemeenteraad
- Lawrence Vancraeyenest (N-VA), 3de schepen bevoegd voor jeugd, ICT en Smart City, wijkwerking, duurzame ontwikkeling, organisatieontwikkeling en beheersing.
- Albert Follens (N-VA), 4de schepen bevoegd voor Financiën, Omgeving, Gezin en Kind, Publieke dienstverlening en Intercommunales.
- Brigitte Vermeulen-Goris (N-VA), voorzitter BCSD en schepen bevoegd voor • lokaal sociaal beleid • ouderenbeleid • wonen • personeelsbeleid • voorzitter algemene vergadering en raad van beheer van het Woonzorgnetwerk

### Geschiedenis

#### (Voormalige) Burgemeesters
| Tijdspanne | Tijdspanne  | Burgemeester                                 |
| ---------- | ----------- | -------------------------------------------- |
|            | 1800 - 1802 | François Lanckpaep                           |
|            | 1802 - 1818 | François Vermeerbergen                       |
|            | 1818 - 1830 | Jacobus Eliaers                              |
|            | 1830 - 1851 | Ferdinand du Bois d'Oultremont (Kath.Partij) |
|            | 1851 - 1860 | Jan-Baptist Ramael                           |
|            | 1860 - 1868 | Adolphe du Bois d'Aische (Kath.Partij)       |
|            | 1868 - 1872 | Daniël Puttemans                             |
|            | 1873 - 1883 | Karel Sebastiaan Mast                        |
|            | 1883 - 1887 | Petrus Joannes de Raet                       |
|            | 1888        | Frans Van Put                                |
|            | 1888 - 1889 | P.F. Van Put                                 |
|            | 1889 - 1891 | Jan Verbert                                  |
|            | 1891 - 1903 | Frans Van Put                                |

| Periode | Periode      | Burgemeester                              |
| ------- | ------------ | ----------------------------------------- |
|         | 1904 - 1914  | Clément Segers                            |
|         | 1914 - 1921  | Frans Van Noyen                           |
|         | 1921 - 1926  | Alfons Schoesetters (LP)                  |
|         | 1927 - 1941  | Willem Arts                               |
|         | 1941 - 1944  | Gaston Mauquoi (VNV, oorlogsburgemeester) |
|         | 1944 - 1947  | Willem Arts                               |
|         | 1947 - 1964  | Gaston Adriaenssens (CVP)                 |
|         | 1964 - 1968  | Leo Tindemans (CVP)                       |
|         | 1968 - 1988  | Jan van den Kerkhof (CVP)                 |
|         | 1989 - 1992  | Luce Aerts-Liétaer (CVP)                  |
|         | 1992 - 2012  | Koen Snyders (CVP / CD&V)                 |
|         | 2013 - heden | Koen Metsu (N-VA)                         |

#### Legislatuur 2013 - 2018
Na de verkiezingen werd een coalitie gesloten van N-VA, Groen en Open Vld. Burgemeester werd Koen Metsu (N-VA). In 2016 moest schepen en raadslid Guy Van Sande (N-VA) ontslag nemen nadat bekend werd dat hij betrokken was in een kinderporno-schandaal. Ine Bosschaerts (N-VA) werd als nieuwe schepen aangesteld, Patricia Dierickx (N-VA) als nieuw raadslid.

#### Legislatuur 2019 - 2024
Na afloop van de verkiezingen had de N-VA de volstrekte meerderheid met 18 op 27 zetels. Koen Metsu bleef burgemeester.

#### Legislatuur 2024 - 2030
Na afloop van de verkiezingen werd er een coalitie gevormd van N-VA en CD&V met een meerderheid van 19 op 27 zetels. Koen Metsu blijft burgemeester.

#### Resultaten gemeenteraadsverkiezingen sinds 1976
| Partij of kartel     | Partij of kartel                                          | 10-10-1976 | 10-10-1976 | 10-10-1982 | 10-10-1982 | 9-10-1988 | 9-10-1988 | 9-10-1994 | 9-10-1994 | 8-10-2000 | 8-10-2000 | 8-10-2006 | 8-10-2006 | 14-10-2012 | 14-10-2012 | 14-10-2018 | 14-10-2018 | 13-10-2024 | 13-10-2024 |
| Stemmen / Zetels     | Stemmen / Zetels                                          | %          | 25         | %          | 27         | %         | 27        | %         | 27        | %         | 27        | %         | 27        | %          | 27         | %          | 27         | %          | 27         |
| -------------------- | --------------------------------------------------------- | ---------- | ---------- | ---------- | ---------- | --------- | --------- | --------- | --------- | --------- | --------- | --------- | --------- | ---------- | ---------- | ---------- | ---------- | ---------- | ---------- |
|                      | CVP1 / CVP-EDA / CVP-VUB / CD&V+N-VAC / CD&V26502 / CD&V3 | 55,631     | 16         | 42,991     | 14         | 46,31     | 15        | 45,87A    | 15        | 33,59B    | 10        | 37,01C    | 11        | 27,782     | 9          | 12,52      | 3          | 15,83      | 4          |
|                      | VU1 / CVP-EDA/ CVP-VUB/ CD&V+N-VAC/ N-VA2                 | 20,691     | 5          | 16,831     | 4          | 10,161    | 2         | 45,87A    | 15        | 33,59B    | 10        | 37,01C    | 11        | 36,242     | 12         | 51,42      | 18         | 43,62      | 15         |
|                      | Edegem-anders                                             | -          |            | -          |            | -         |           | -         |           | -         |           | 13,85     | 3         | 36,242     | 12         | 51,42      | 18         | 43,62      | 15         |
|                      | PVV1 / VLD2 / Open Vld3 / Tevredegem4                     | 8,431      | 1          | 12,051     | 3          | 13,471    | 3         | 13,552    | 4         | 22,912    | 7         | 12,312    | 3         | 8,043      | 1          | 6,33       | 1          | 5,04       | 0          |
|                      | SP1 / sp.a-spirit-Groen!D / sp.a2 / Vooruit3              | 13,11      | 3          | 12,681     | 3          | 12,121    | 3         | 7,931     | 1         | 6,631     | 1         | 18,79D    | 5         | 4,772      | 0          | 2,72       | 0          | 5,13       | 0          |
|                      | Agalev1 / sp.a-spirit-Groen!D / Groen2 / LVE3             | -          |            | 11,861     | 3          | 12,451    | 3         | 15,021    | 4         | 15,921    | 4         | 18,79D    | 5         | 14,662     | 4          | 18,62      | 5          | 23,83      | 7          |
|                      | Vlaams Blok1 / Vlaams Belang2                             | -          |            | 2,731      | 0          | 5,491     | 1         | 12,981    | 3         | 17,921    | 5         | 18,032    | 5         | 5,802      | 1          | 5,42       | 0          | 6,82       | 1          |
|                      | democratiEdegem1 / PVDA-d!Em2                             | -          |            | -          |            | -         |           | -         |           | -         |           | -         |           | 1,951      | 0          | 3,22       | 0          | -          |            |
|                      | Anderen(*)                                                | 2,14       | 0          | 0,87       | 0          | -         |           | 4,66      | 0         | 3,03      | 0         | -         |           | 0,75       | 0          | -          |            | -          |            |
| Totaal stemmen       | Totaal stemmen                                            | 14117      | 14117      | 16612      | 16612      | 16830     | 16830     | 16161     | 16161     | 15834     | 15834     | 15910     | 15910     | 14950      | 14950      | 15350      | 15350      | 11410      | 11410      |
| Opkomst %            | Opkomst %                                                 |            |            |            |            | 93,8      | 93,8      | 92,26     | 92,26     | 91,71     | 91,71     | 93,11     | 93,11     | 89,54      | 89,54      | 92,1       | 92,1       | 67,1       | 67,1       |
| Blanco en ongeldig % | Blanco en ongeldig %                                      | 3,17       | 3,17       | 3,47       | 3,47       | 2,89      | 2,89      | 3,9       | 3,9       | 2,51      | 2,51      | 2,72      | 2,72      | 2,01       | 2,01       | 2,0        | 2,0        | 0,8        | 0,8        |

De rode cijfers naast de gegevens duiden aan onder welke naam de partijen telkens bij een verkiezing opkwamen.
De zetels van de gevormde meerderheid zijn vetjes gedrukt. De grootste partij is in kleur.
 (*) 1976: KPB (2,14%) / 1982: PCPA (0,87%) / 1994: EVB (2,48%), AOV (2,18%) / 2000: Vivant (3,03%) / 2012: Onafh.Edegem (0,75%) 

## Cultuur

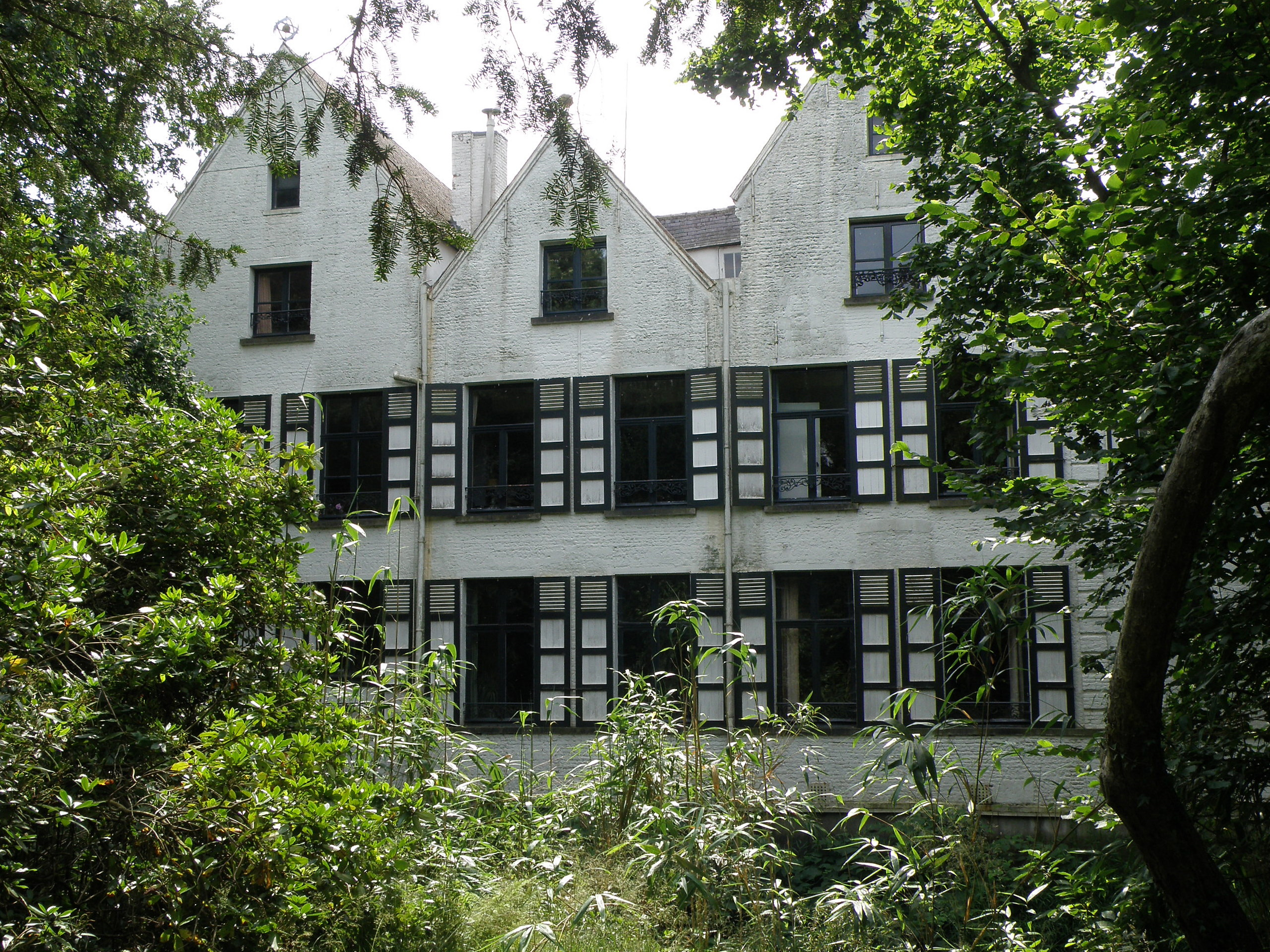
Kasteel Mussenborg

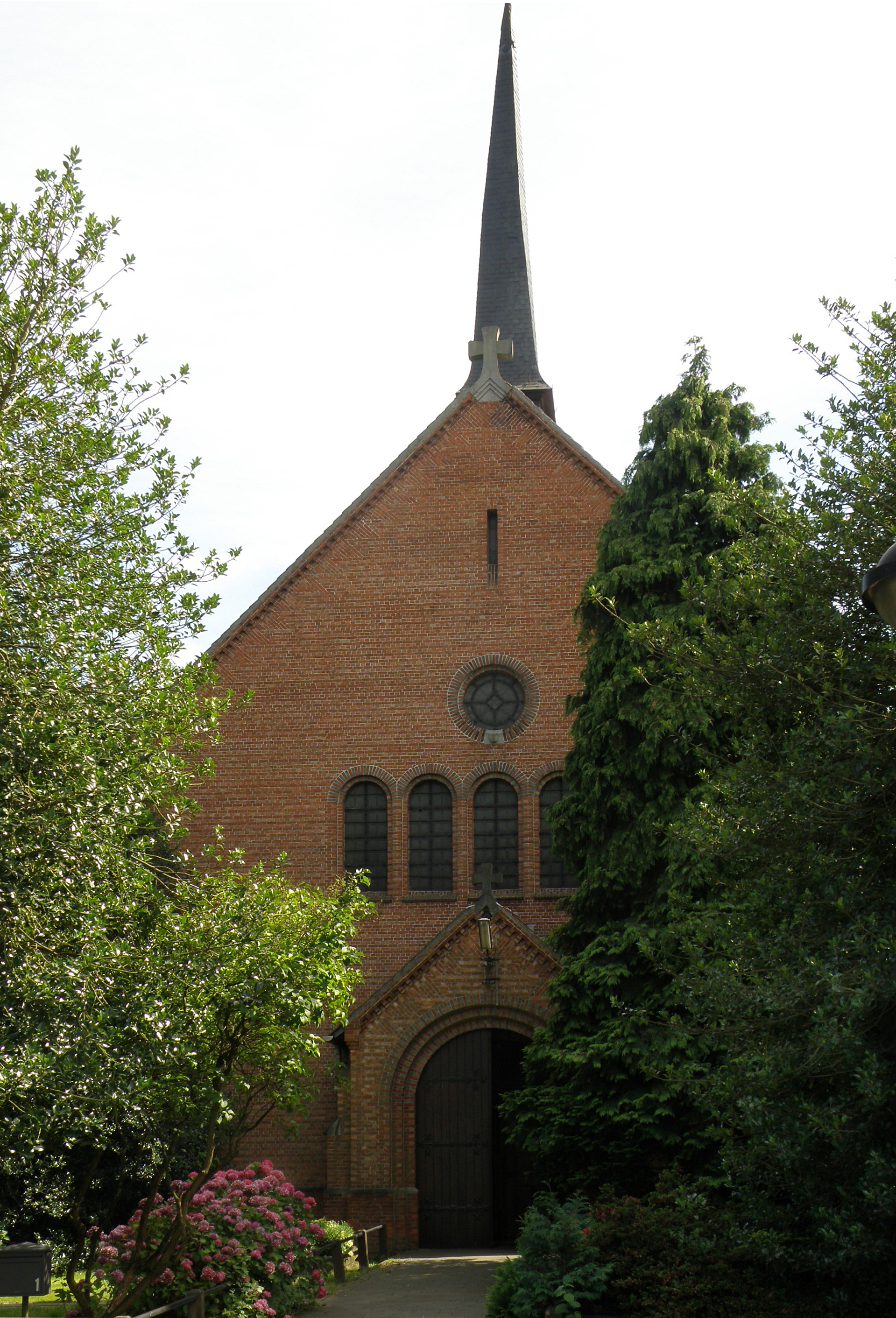
Heilige Familiekerk

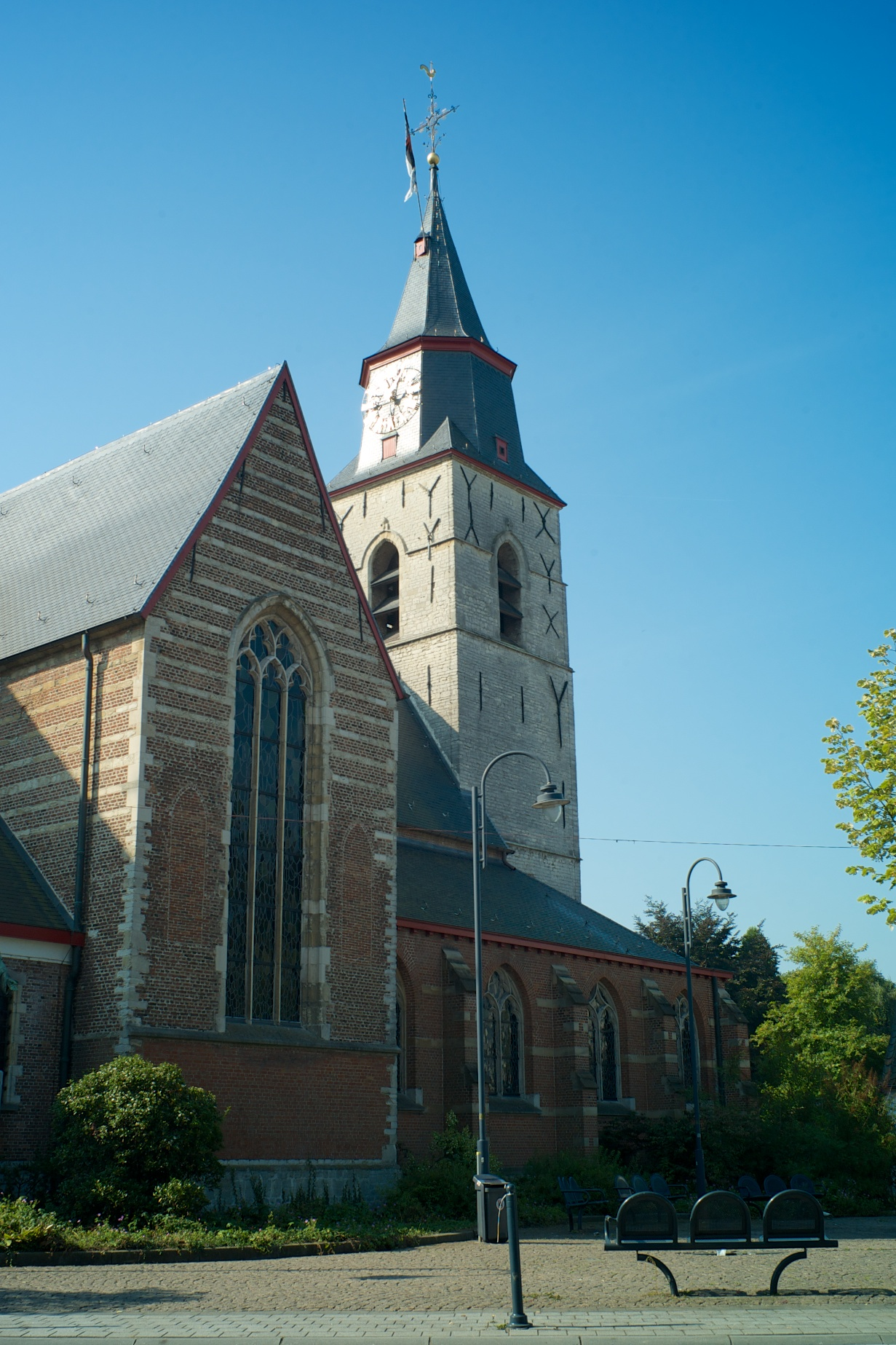
Gotische St.-Antonius de Eremijtkerk

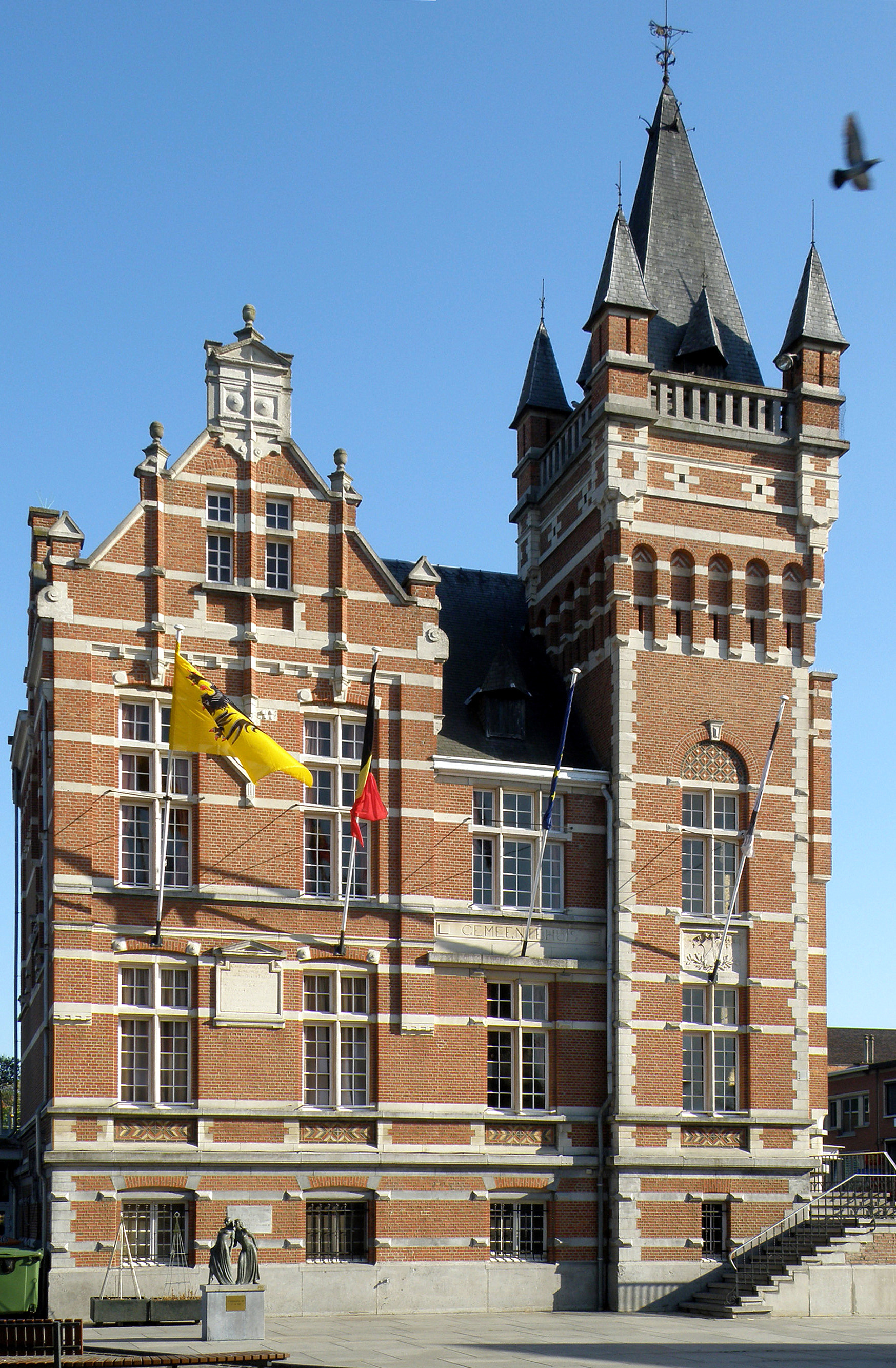
Voormalig gemeentehuis

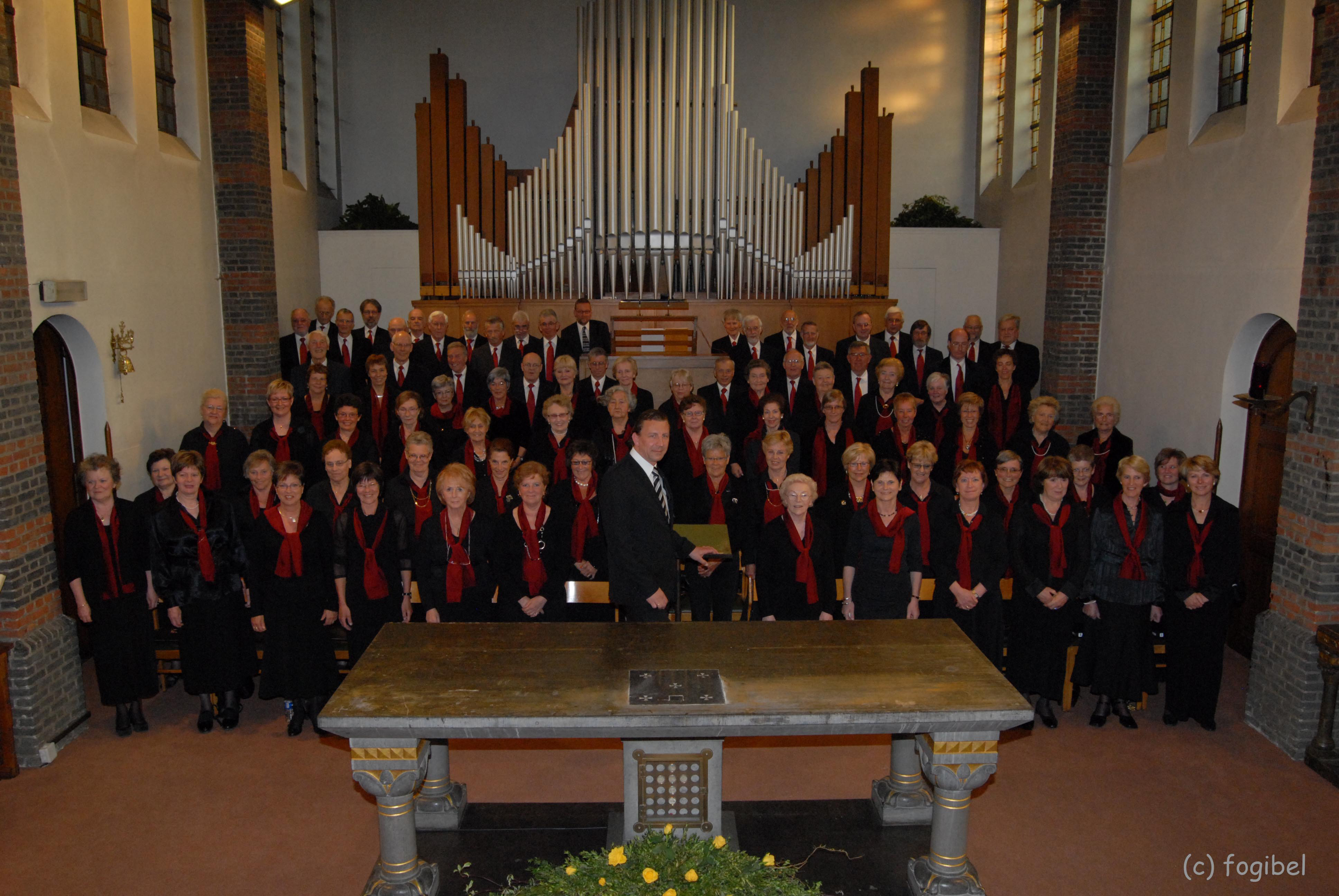
Koninklijk Familiakoor Elsdonk Edegem

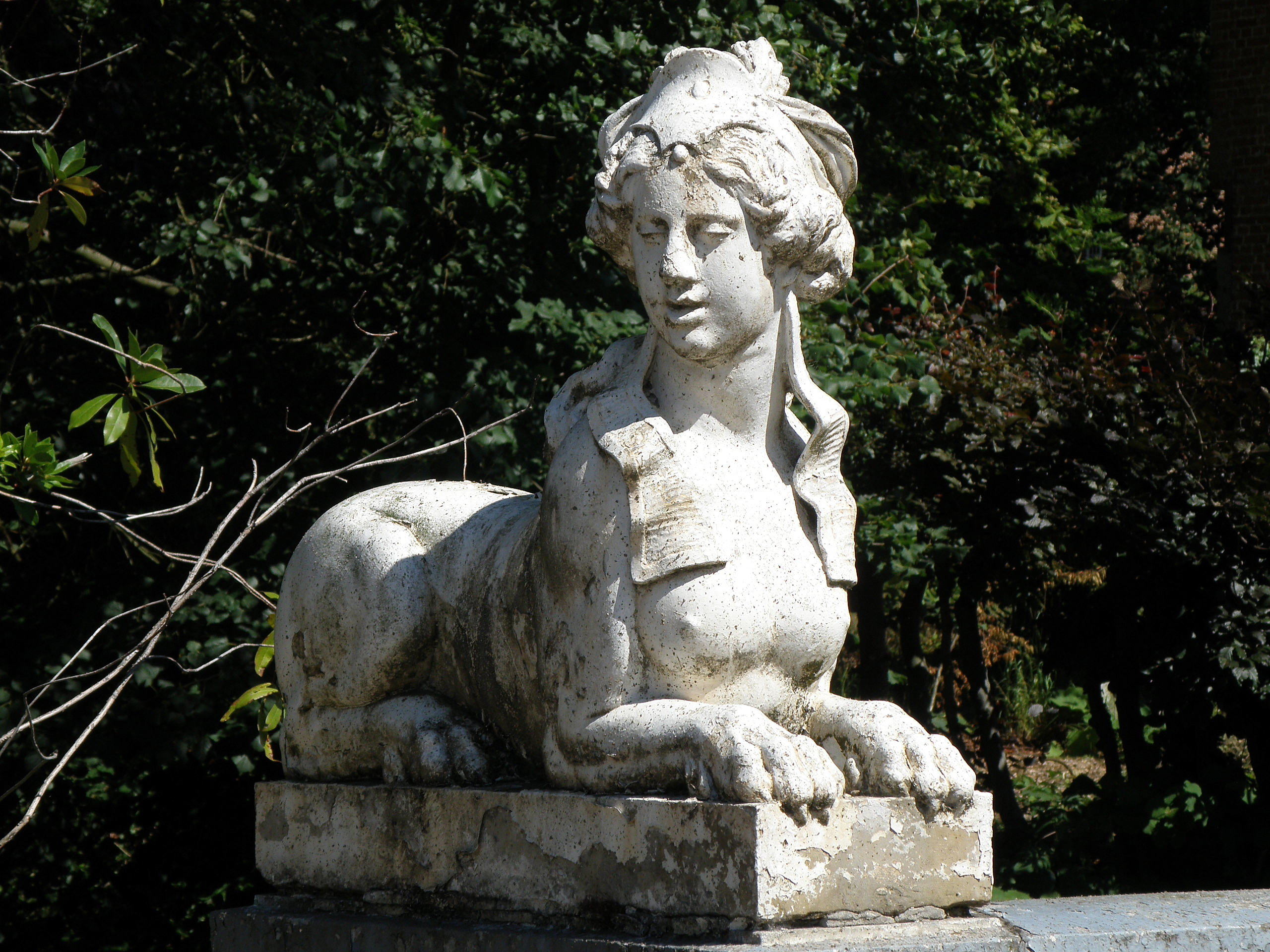
Beeld in Hof ter Linden

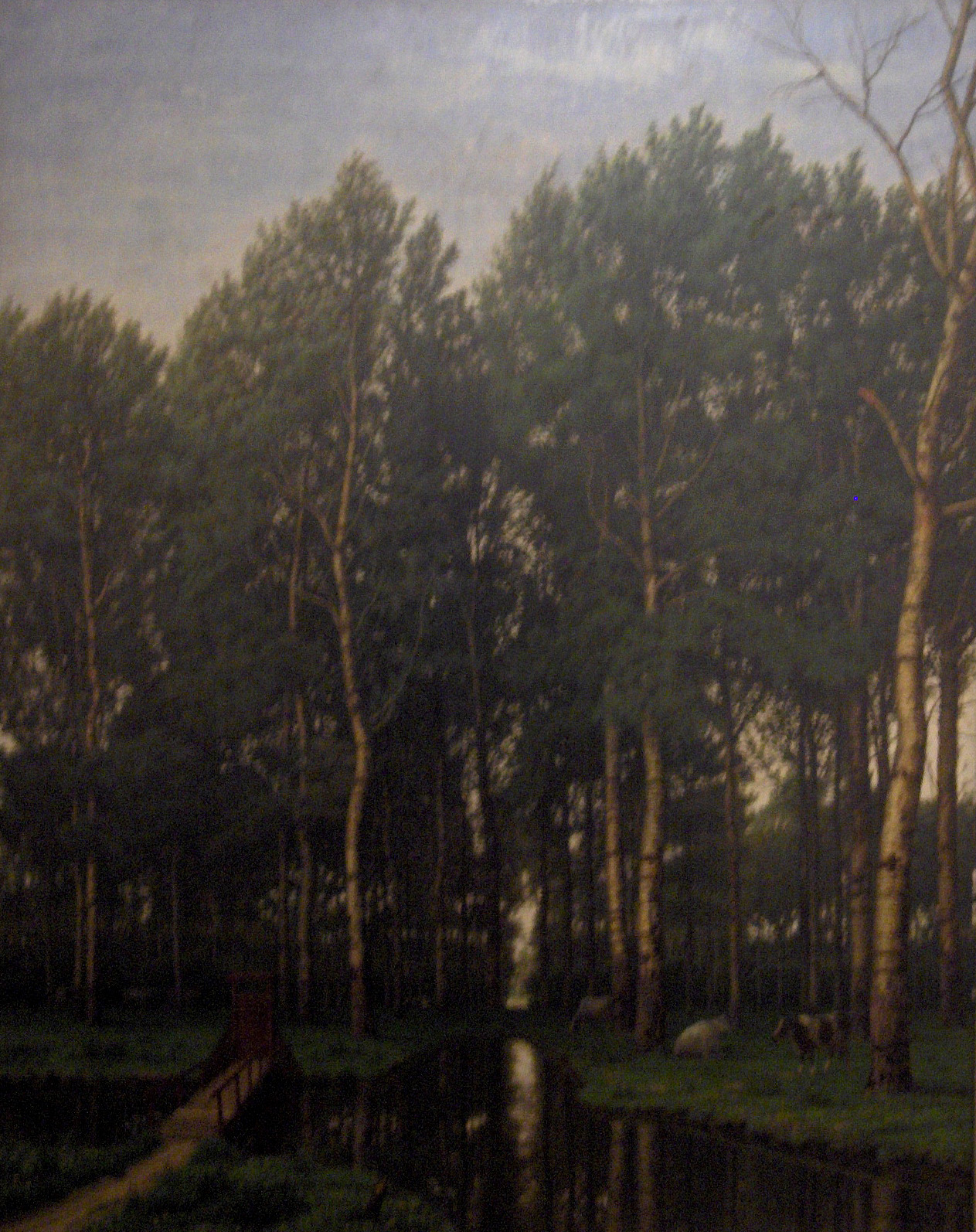
Gezicht te Edegem van Frans Lamorinière (1863) in het KMSKB te Brussel

### Evenementen
- Meneerke van Buizegem: In de tweede helft van de 19de eeuw ontstaat in volle Romantiek rond de kerkverplaatsing van Buizegem naar Edegem de sage van "Meneerke van Buizegem". Elk jaar, met start op 30 april, worden er feestelijkheden rond deze sage georganiseerd.
- wereldDANSfestivalEDEGEM: In het centrum van Edegem en Hof ter Linden vindt jaarlijks sinds 1975 rond 15 augustus het wereldDANSfestivalEDEGEM plaats.
- Rock@Edegem: Dit jaarlijks muziekfestival werd opgericht in 2000 door een groep jongeren in samenspraak met de jeugddienst en de burgemeester. Rock@Edegem is er voor jong en oud en vindt meestal plaats op de laatste zondag van juni op het gemeenteplein van Edegem.
- Edegemse Parkavonden: Sinds 2001 worden in het parkcentrum elke zomer de Edegemse Parkavonden georganiseerd.
- Jaarmarkt van Edegem: Deze jaarmarkt vindt steeds plaats het weekend van de eerste zondag van september, en beslaat het hele centrum. Op zondag wordt de markt zowat verdriedubbeld door een openlucht rommelmarkt.
- Sint-Antoniusprocessie: Deze processie gaat terug tot 1688 en vindt plaats in januari.[11]

## Mobiliteit

### Historisch
Van 1875 tot 1931 had Edegem als spoorwegstation een eigen (maar nu verdwenen) station Edegem op de Boniverlei. Dit was de noordelijke tak van spoorlijn 61 tussen het station Mortsel-Oude-God en het (eveneens verdwenen) station Kontich-Dorp.

### Heden
Openbaar Vervoer: De gemeente is verbonden via verschillende busdiensten van de vervoersmaatschappij De Lijn verbonden met Antwerpen, Lier, Mortsel, Kontich en andere gemeenten in de omgeving.
Wegverkeer: De belangrijkste wegen die de gemeente doorkruisen zijn de E19, de N1, de N171 en de N173.

### Toekomst
Er zijn bepaalde ideeën om tram 7 vanaf Mortsel, via Edegem, naar Kontich te verlengen. Er zijn ook plannen om tram 6 vanuit Wilrijk naar het Universitair Ziekenhuis Antwerpen in Edegem te verlengen. Maar dit zijn nog maar plannen, die al sinds 2001 geopperd worden.

## Economie
De quasi afwezigheid van industrie maakt van Edegem een typische woongemeente. Niettegenstaande zijn ligging in de rand van de metropool Antwerpen, is Edegem echter niet volledig verstedelijkt. Het gemeentebestuur heeft immers ook geïnvesteerd in de aanleg of het behoud van groene zones.
De Edegemnaren hadden in 1999 (aanslagjaar 2000) een inkomen dat 1/3 hoger lag dan het Belgische gemiddelde. Samen met Aartselaar, Bonheiden, Hove en Schilde is het de enige gemeente in de provincie Antwerpen met een gemiddeld inkomen hoger dan 14.000 EUR.

## Onderwijs
Op het grondgebied van de gemeente bevinden zich een campus van het gemeenschapsonderwijs (KTA Da Vinci en Middenschool met internaat), de hoofdzetel van het Onze-Lieve-Vrouw-van-Lourdescollege, en verschillende lagere scholen en kleuterscholen.

## Bekende Edegemnaars
Bekende personen die geboren of woonachtig zijn of waren in Edegem of een andere significante band met de gemeente hebben:

### Geboren
- Marie Gevers (1883-1975), schrijfster
- Paul Willems (1912-1997), schrijver
- François-Xavier de Donnea (1941), politicus
- Ilse Heylen (1977), judoka
- Cliff Mardulier (1982), voetballer
- Kobe Van Herwegen (1984), presentator, goochelaar, acteur
- Sander Baart (1988), Nederlands-Belgisch hockeyspeler
- Adil El Arbi (1988), Belgisch filmregisseur en scenarioschrijver
- Hakim Borahsasar (1995), voetballer
- Boris Daenen (1989), drum and bass muzikant (Netsky)
- Vincent Fierens (1992), radio-presentator
- Sam Maes (1998), skiër

### Woonachtig geweest
- Adolphe du Bois d'Aische (1825 - 1868), politicus
- Albert De Coninck (1915 - 2006), politicus en verzetsstrijder
- Leo Tindemans (1922 - 2014), politicus
- Lutgart Simoens (1928 - 2020), radiopresentatrice
- Jean Bourgain (1954-2018), wiskundige
- Christophe Lambrecht (1970-2019), radiopresentator

### Ereburgers
- Netsky[13] (2023)
- Marc Bossuyt[13](2023)
- Christine Van Broeckhoven[13](2023)
- Lutgart Simoens[13]

## Verenigingen
- FC Belgica: voetbalploeg opgericht in 1974
- KSA OLV Edegem: jongensjeugdbeweging, oudste KSA van Edegem, opgericht in 1936

## Partnersteden
- San Jerónimo (district) (Peru)